# Quicksilva
Quicksilva è stata una società britannica editrice e meno frequentemente sviluppatrice di videogiochi, attiva dal 1980 al 1989 e specializzata nei giochi per home computer a 8 bit.

## Storia
La Quicksilva è stata fondata nel 1980 da Nick Lambert a Southampton, nel distretto di Maybush, e iniziò come ditta di elettronica, producendo un'espansione di memoria per lo ZX80.
Nel primo anno di vita dello ZX80 erano disponibili solo le espansioni di RAM ufficiali prodotte dalla Sinclair, ma aggiungere il pacchetto completo di 3 kB costava ben 60£. Nick Lambert decise di costruire un'espansione equivalente in proprio per risparmiare, e vedendo che riusciva a essere competitivo, finì per fondare la Quicksilva allo scopo di vendere tali espansioni a 40£ per ordine postale. L'azienda produsse varie altre espansioni per ZX80, tra cui un'ingegnosa scheda sonora. In seguito Lambert iniziò a sperimentare nel campo dei videogiochi pubblicando una versione non ufficiale di Defender per ZX80.
Nel corso della sua attività l'azienda ha pubblicato svariati titoli per ZX Spectrum e Commodore 64, più alcuni giochi anche per piattaforme minori come VIC-20 e BBC Micro. Tra i giochi pubblicati di maggior successo si ricordano Gridrunner di Jeff Minter e Bugaboo (The Flea) licenziato dalla software house spagnola Indescomp S.A.
Nell'agosto del 1984 la società è entrata a far parte della Argus Press, azienda che nel 1987 è stata rinominata Grandslam Entertainments.

## Videogiochi pubblicati
- 1981 - QS Defenda (clone di Defender per ZX80)
- 1982 - The Chess Player
- 1982 - Encounter
- 1982 - Frenzy
- 1982 - L-Game, Mastermind e Pontoon
- 1982 - Meteor Storm (clone di Asteroids)
- 1982 - Ocean Trader
- 1982 - Oregon Trail
- 1982 - QS Asteroids
- 1982 - QS Scramble
- 1982 - Space Intruders (clone di Space Invaders)
- 1982 - Speakeasy (utilità audio)
- 1982 - Time Gate
- 1983 - 3D Strategy
- 1983 - Aquaplane
- 1983 - Bugaboo (The Flea)
- 1983 - Dragonsbane
- 1983 - Games Designer
- 1983 - Gridrunner
- 1983 - Laser Zone
- 1983 - Mined-Out
- 1983 - Purple Turtles
- 1983 - Quintic Warrior
- 1983 - Smuggler's Cove
- 1983 - Traxx
- 1983 - Time-Gate
- 1983 - Xadom
- 1984 - Ant Attack
- 1984 - Battlezone
- 1984 - Fantastic Voyage
- 1984 - Fred
- 1984 - Gatecrasher
- 1984 - Gryphon
- 1984 - Seesaw
- 1984 - The Snowman
- 1984 - Strontium Dog and the Death Gauntlet
- 1984 - Strontium Dog: The Killing
- 1984 - Traffic
- 1984 - Zombie Zombie
- 1985 - Black Thunder
- 1985 - Death Wake
- 1985 - Glass
- 1985 - Mighty Magus
- 1985 - Rupert and the Toy Maker's Party
- 1985 - Schizofrenia
- 1985 - Soft Aid, raccolta per beneficenza analoga a Live Aid[3]
- 1985 - Yabba Dabba Doo!
- 1986 - Captain Kelly
- 1986 - Defcom
- 1986 - Glider Rider
- 1986 - Hocus Focus
- 1986 - Max Headroom
- 1986 - Romulus
- 1986 - Rupert and the Ice Castle
- 1986 - Tantalus
- 1987 - Elevator Action
- 1987 - Mean City
- 1987 - Red Scorpion
- 1987 - The Tube
- 1988 - Power Pyramids
- 1989 - Pac-Land